# Joakim Andersson (Badminton)
Joakim Andersson (* 18. April 1977) ist ein schwedischer Badmintonspieler. 

## Karriere
Joakim Andersson gewann 1999 die Welsh International im Herrendoppel mit Peter Axelsson. Bei der Weltmeisterschaft 2001 wurde er 17. im Doppel mit Johan Holm. Im selben Jahr siegte er mit Holm auch bei den Hungarian International. 2006 und 2010 wurde er schwedischer Meister.

## Sportliche Erfolge
| Saison    | Veranstaltung                 | Disziplin    | Platz | Name                                   |
| --------- | ----------------------------- | ------------ | ----- | -------------------------------------- |
| 1999      | Welsh International           | Herrendoppel | 1     | Joakim Andersson / Peter Axelsson      |
| 2001      | Weltmeisterschaft             | Herrendoppel | 17    | Joakim Andersson / Johan Holm          |
| 2001      | Hungarian International       | Herrendoppel | 1     | Johan Holm / Joakim Andersson          |
| 2005/2006 | Schweden: Einzelmeisterschaft | Herrendoppel | 1     | Joakim Andersson / Zhang Yi (Täby BMF) |
| 2009/2010 | Schweden: Einzelmeisterschaft | Mixed        | 1     | Joakim Andersson / Zhang Xi (Täby BMF) |